# Tunis
Tunis (arab. ‏تونس‎; [Tūnis]) – stolica Tunezji, położona w odległości ok. 10 km od Zatoki Tuniskiej na Morzu Śródziemnym, nad zachodnim brzegiem Jeziora Tuniskiego.
Miasto znajduje się ok. 17 km na południowy zachód od dawnej Kartaginy.
Tunis jest największym ośrodkiem kulturalnym i gospodarczym Tunezji. Znajdują się w nim ważne porty morski i lotniczy, a także węzły drogowy i kolejowy. Jest to jeden z najważniejszych punktów turystycznych na mapie Tunezji.
W 2018 roku merem Tunisu została Souad Abderrahim. Jest to pierwszy przypadek w świecie arabskim, że burmistrzem stolicy państwa została kobieta.

## Historia

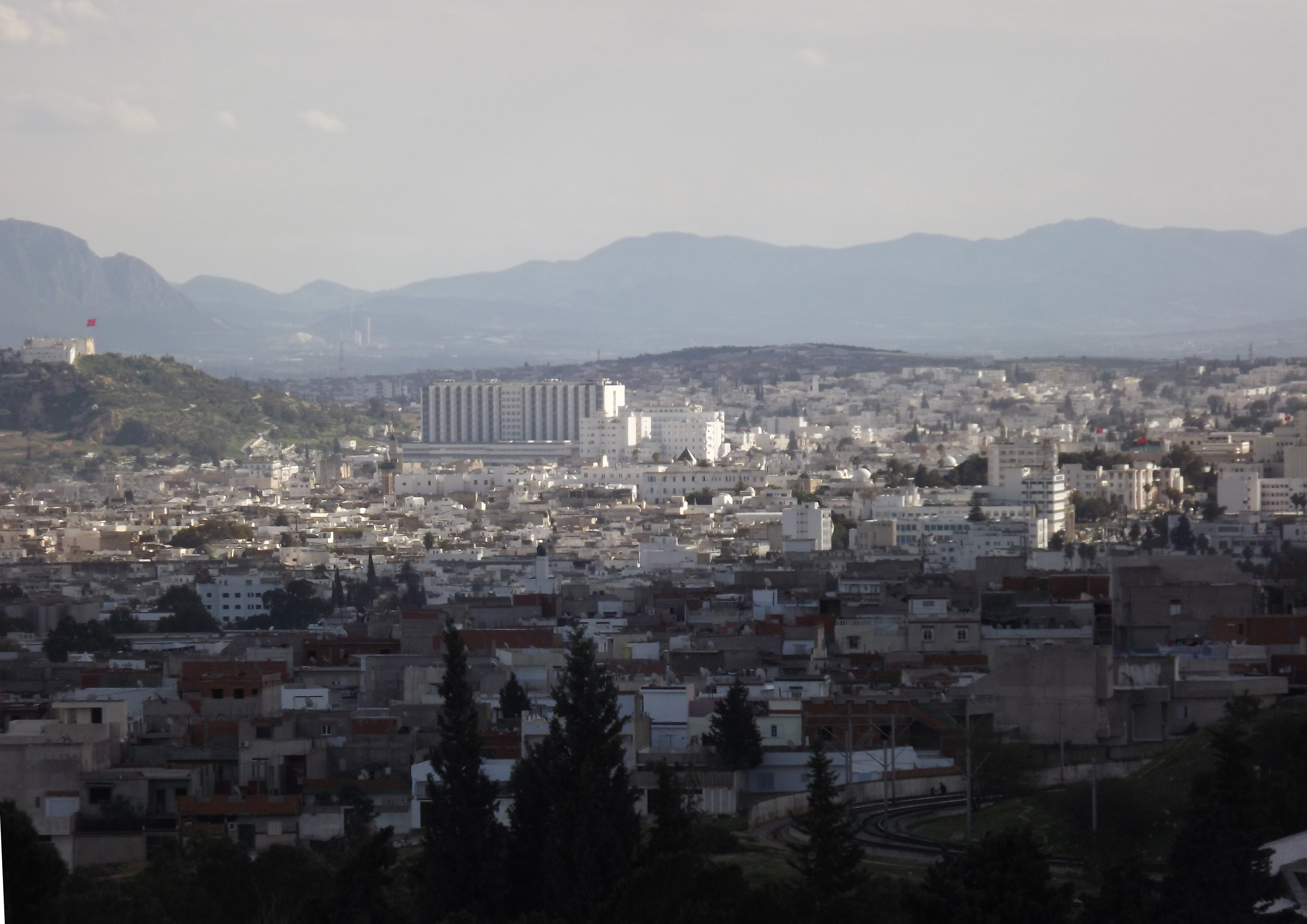
Panorama Tunisu i pobliskich gór

Początki Tunisu sięgają starożytności, kiedy to powstał jako fenicka osada handlowa Tunes. Od ok. VII w. p.n.e. we władaniu Kartaginy. Podczas III wojny punickiej został w roku 146 p.n.e. zniszczony przez wojska rzymskie. Później odbudowany przez cesarza Oktawiana Augusta. 
Po osłabieniu państwa zachodniorzymskiego miasto stało się posiadłością tak zwanych „barbarzyńców zza limesu”. Zdobyli je migrujący z obszaru Sudetów i Beskidów poprzez Betykę (znaną dziś jako Andaluzja) Wandalowie-Silingowie.

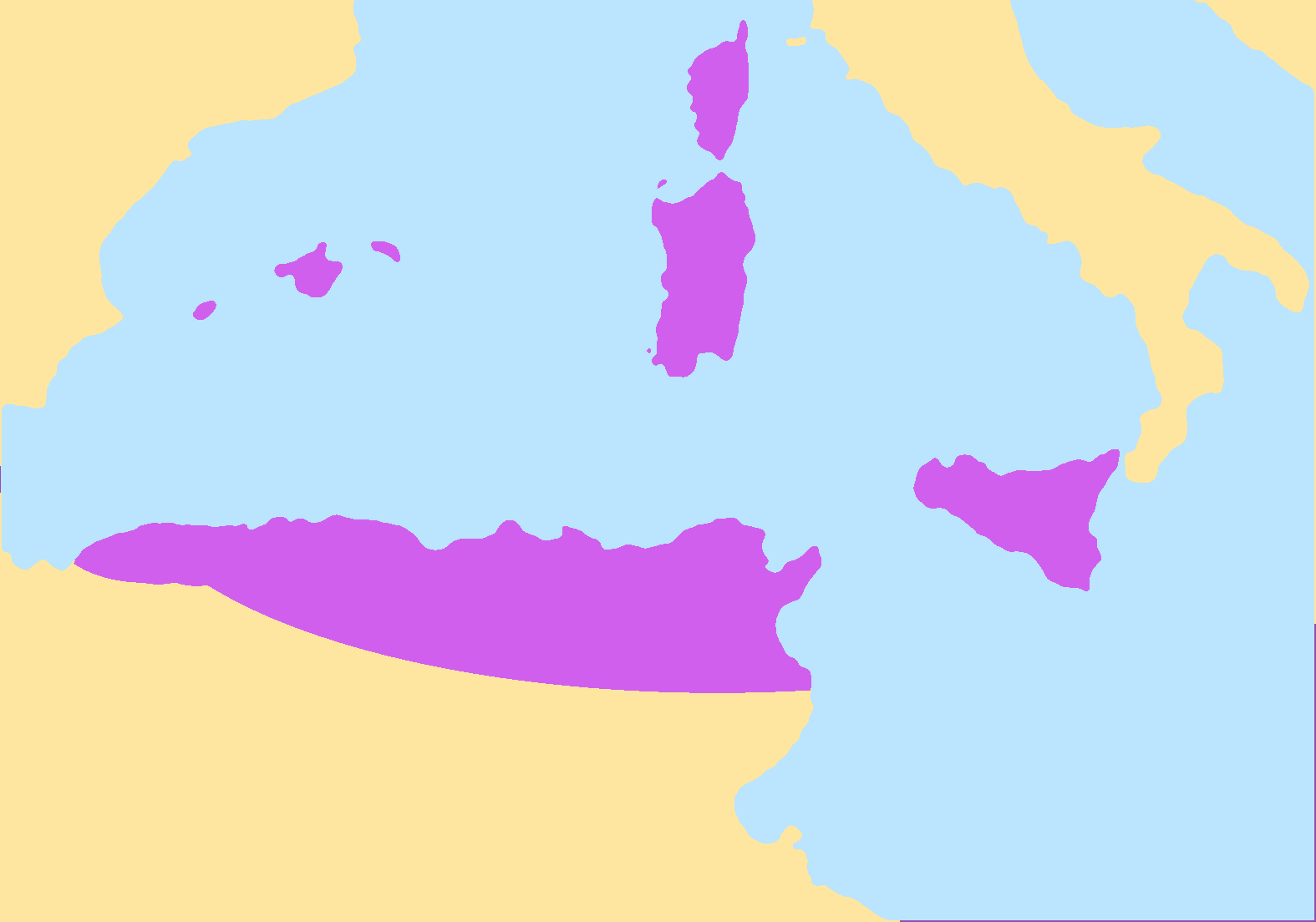
Okolice Tunisu w V wieku n.e. były w Królestwie Wandalów

W VII wieku teren był pod władaniem Berberów w państwie rządzonym przez ich królową o imieniu Dihya. Królowa przegrała wojnę z najeźdźczą armią Kalifatu Ummajadów złożoną głównie z Arabów. Podbój okolic spowodował, że miasto zaczęło rozwijać się szybciej, od 698 roku wyrastała miejscowa medyna, która stała się fundamentem rozkwitu Tunisu.
W XII w. Tunis stał się stolicą kraju, a także centrum piractwa w basenie Morza Śródziemnego.
Od XVI w. miasto dostało się pod panowanie Turków. Francuzi zajęli Tunis w roku 1881.
Od roku 1956 Tunis jest stolicą niepodległej Tunezji.
W 1985 roku kwartały w pobliżu Tunisu (gdzie schronił się Jasir Arafat po inwazji Izraela na Liban) zostały zbombardowane przez izraelskie samoloty F-15, w wyniku nalotu zginęło ok. 80 cywilów.

## Zabytki
- warowna kasba (IX, XIII–XVI w.) z meczetem (1231–1235)
- zabudowa starego miasta – medyna (wpisana w roku 1979 na listę światowego dziedzictwa UNESCO)
  - meczet Wielki, tzw. meczet Oliwny (Djama Az-Zajituna) (732, XIII, XV w.)
  - meczet Al-Kasr (1106)
  - meczet Sidi Jusuf (1616)
- mauzoleum Sidi Ben Arus (1491, 1654)
- pałac Dar al-Bej (z XVIII–XIX w.)
- pałac Dar Husajn (z XIX w.)
- pałac Dar al-Monastiri (z XVIII w.)
- pałac Dar Othman (z XVII w.)
- pałac Dar Ben Abd Allah (z XIX w.)
- medresy – szkoły koraniczne (z XVII–XVIII w.) – Mouradia i inne
- zespół pałacowy Bardo zbudowany przez króla tureckiego beja (XVIII–XIX w.) – siedziba Muzeum Narodowego, zawierającego słynną kolekcję rzymskich mozaik
- rzymskokatolicka katedra św. Wincentego z 1882 (posiada cenne organy i piękne freski na suficie)
- kościół Chrystusa Odkupiciela - świątynia Kościoła reformowanego z 1889 roku

## Klimat
| Miesiąc | Sty  | Lut  | Mar  | Kwi  | Maj  | Cze  | Lip  | Sie  | Wrz  | Paź  | Lis  | Gru  | Roczna |
| --- | ---- | ---- | ---- | ---- | ---- | ---- | ---- | ---- | ---- | ---- | ---- | ---- | ------ |
| Średnie temperatury w dzień [°C]                                                                                       | 16.2 | 16.5 | 19.6 | 22.2 | 26.5 | 31.2 | 34.5 | 34.6 | 30.4 | 26.9 | 21.8 | 17.5 | 24,9   |
| Średnie dobowe temperatury [°C]                                                                                        | 11.8 | 11.8 | 14.2 | 16.9 | 20.7 | 25.0 | 28.1 | 28.2 | 24.8 | 21.6 | 16.9 | 13.1 | 19,5   |
| Średnie temperatury w nocy [°C]                                                                                        | 7.9  | 7.7  | 9.5  | 12.5 | 16.0 | 19.6 | 22.8 | 22.9 | 20.5 | 17.2 | 12.7 | 9.1  | 14,9   |
| Opady [mm] | 50.3 | 55.1 | 45.1 | 49.9 | 24.3 | 9.6  | 2.0  | 4.2  | 51.8 | 57.2 | 45.1 | 78.6 | 473    |
| Średnia liczba dni z opadami                                                                                           | 12.7 | 13.1 | 9.4  | 10.7 | 6.9  | 3.3  | 1.3  | 1.8  | 8.9  | 8.4  | 12.1 | 13.2 | 102    |
| Średnie usłonecznienie [h]                                                                                             | 146  | 160  | 198  | 225  | 282  | 309  | 357  | 329  | 258  | 217  | 174  | 149  | 2803   |
| Źródło: climatebase.ru (liczba dni z opadami dla wartości 0,1 mm, wysokość 4 m n.p.m., 8 km od morza, dane po 2000 r.) |      |      |      |      |      |      |      |      |      |      |      |      |        |

## Gospodarka
W Tunisie rozwinął się przemysł:
- chemiczny
- metalowy
- cementowy
- włókienniczy
- elektrotechniczny
- spożywczy (olejarski, rybny)

Ważne znaczenie ma również rzemiosło – tkactwo, jubilerstwo.

## Edukacja
W Tunisie znajduje się uniwersytet (założony w 1958 roku), a także kilka innych szkół wyższych. 
Miasto posiada 7 linii tramwajowych, 2 linie metra oraz dobrze rozwiniętą sieć autobusów miejskich i podmiejskich. 

## Miasta partnerskie
- Serbia: Belgrad
- Niemcy: Kolonia
- Jordania: Amman

## Galeria

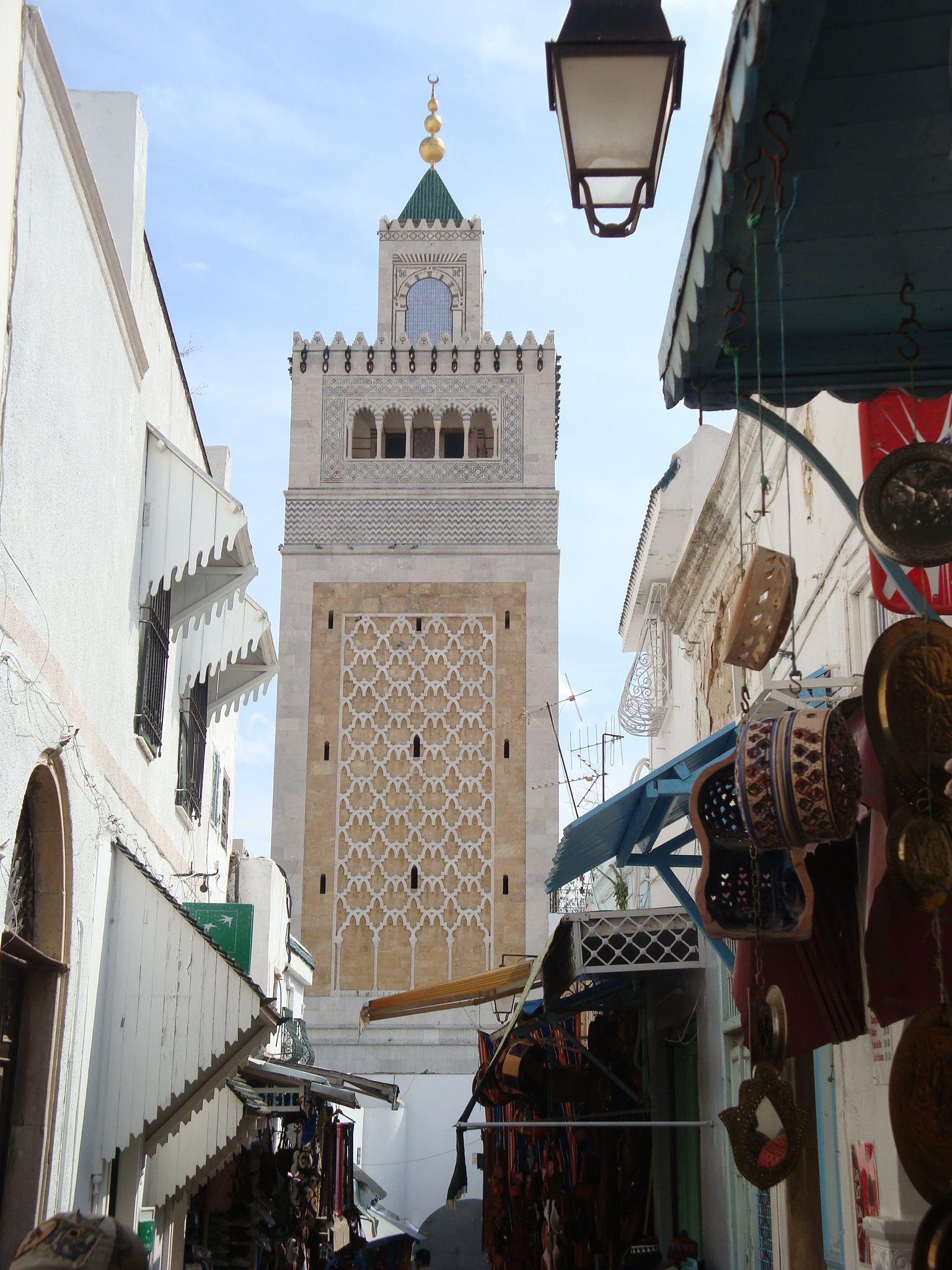
meczet Djama Az-Zajituna
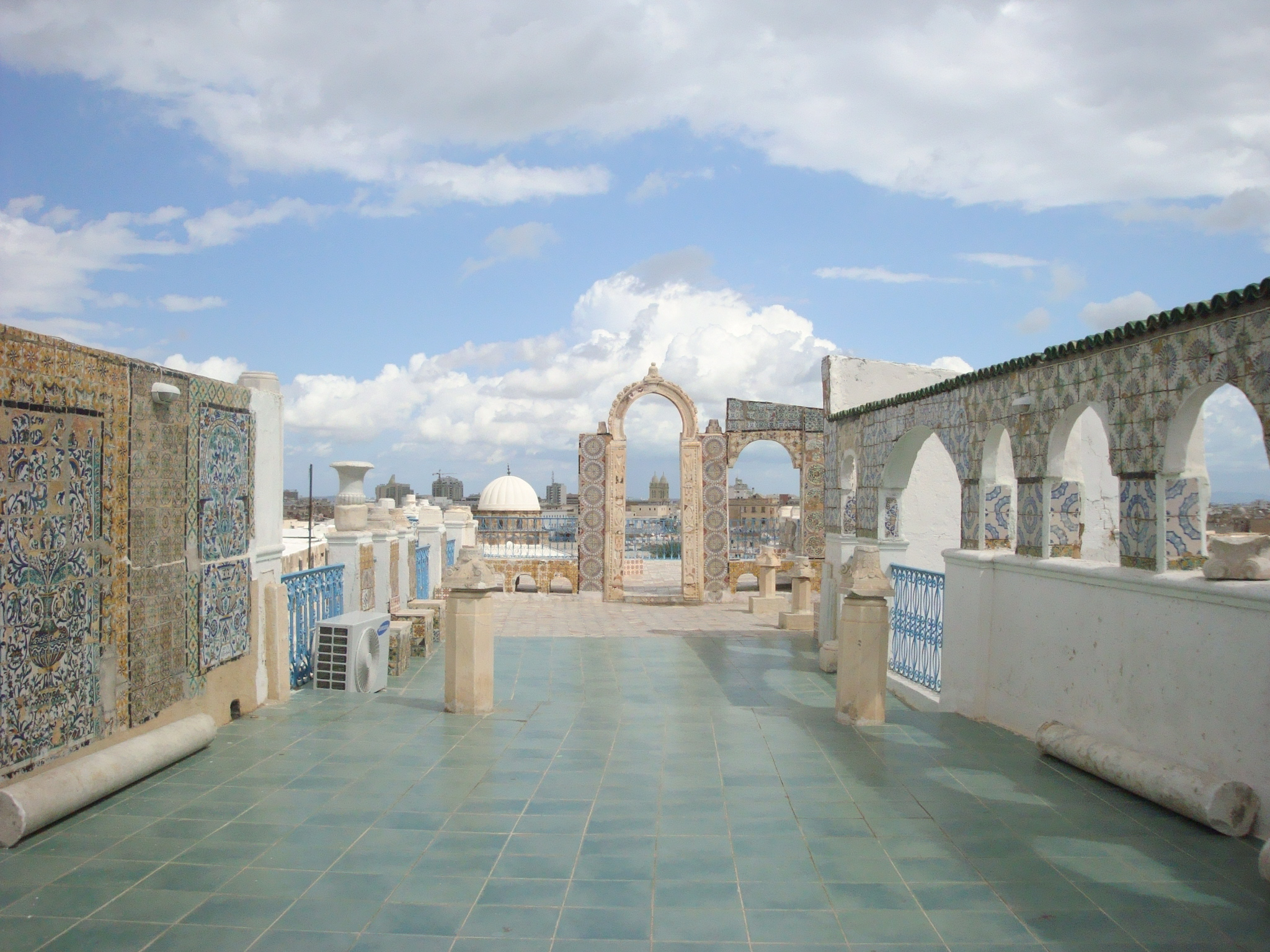
Panorama w Tunisie
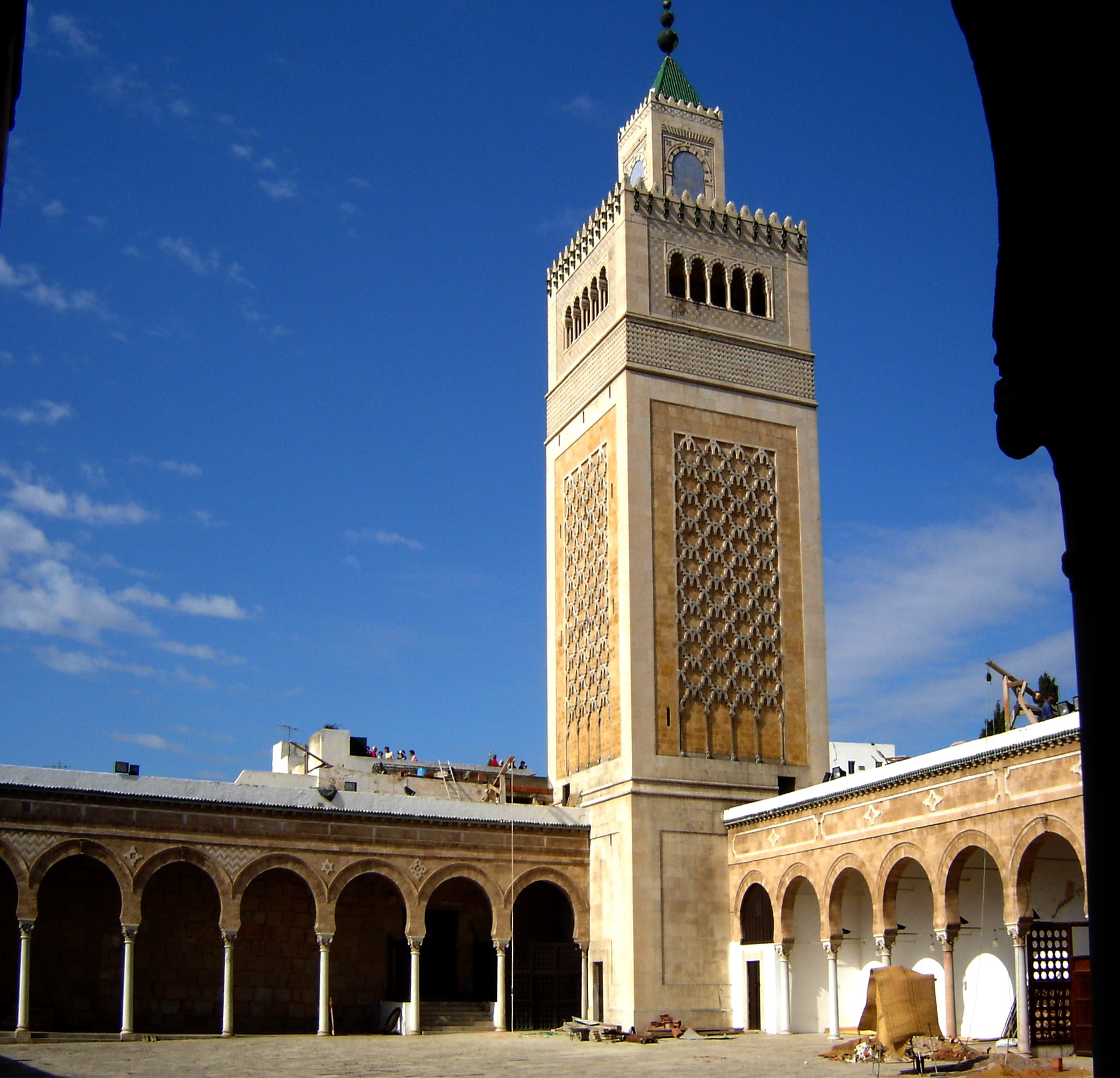
meczet Djama Az-Zajituna
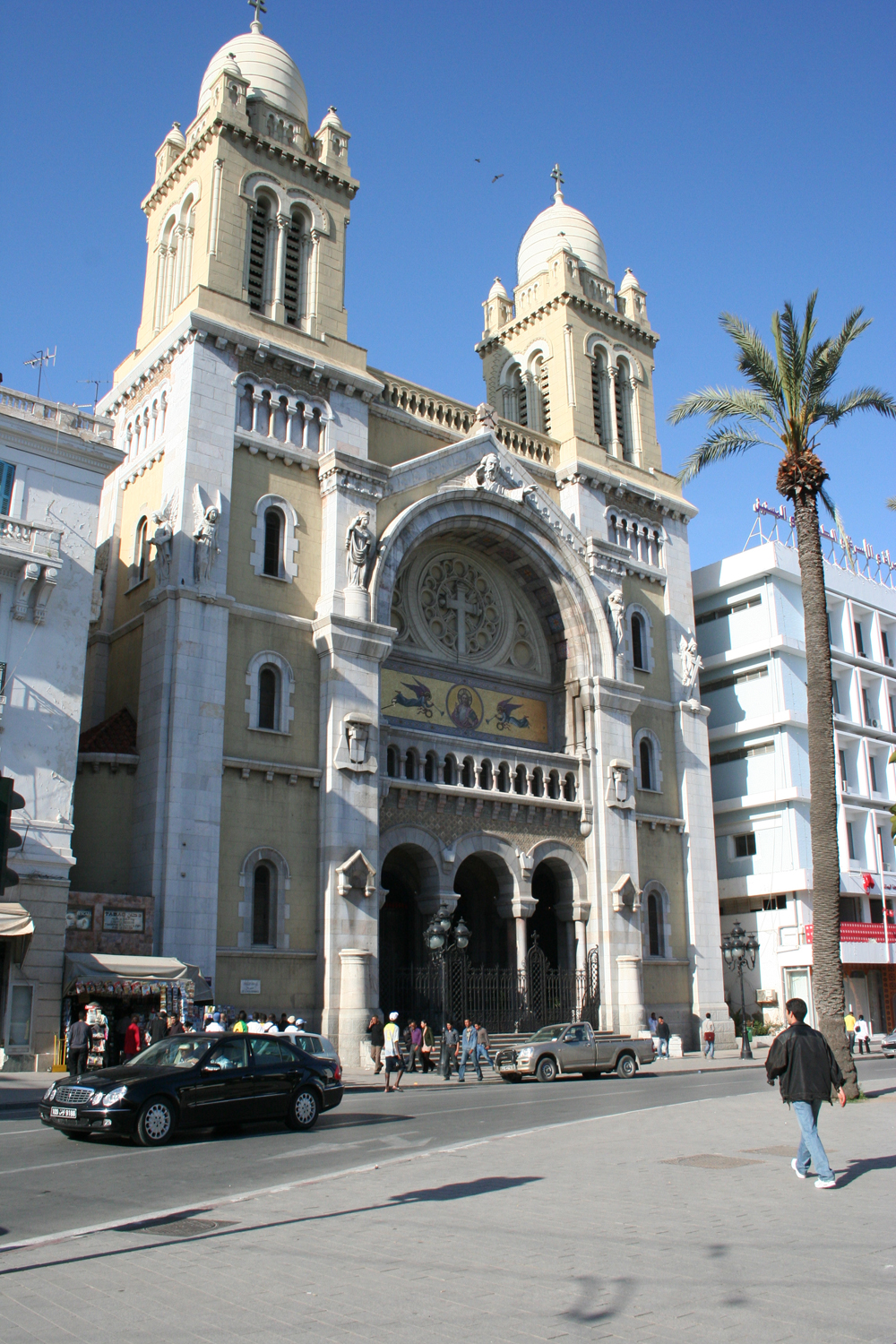
katedra św. Wincentego
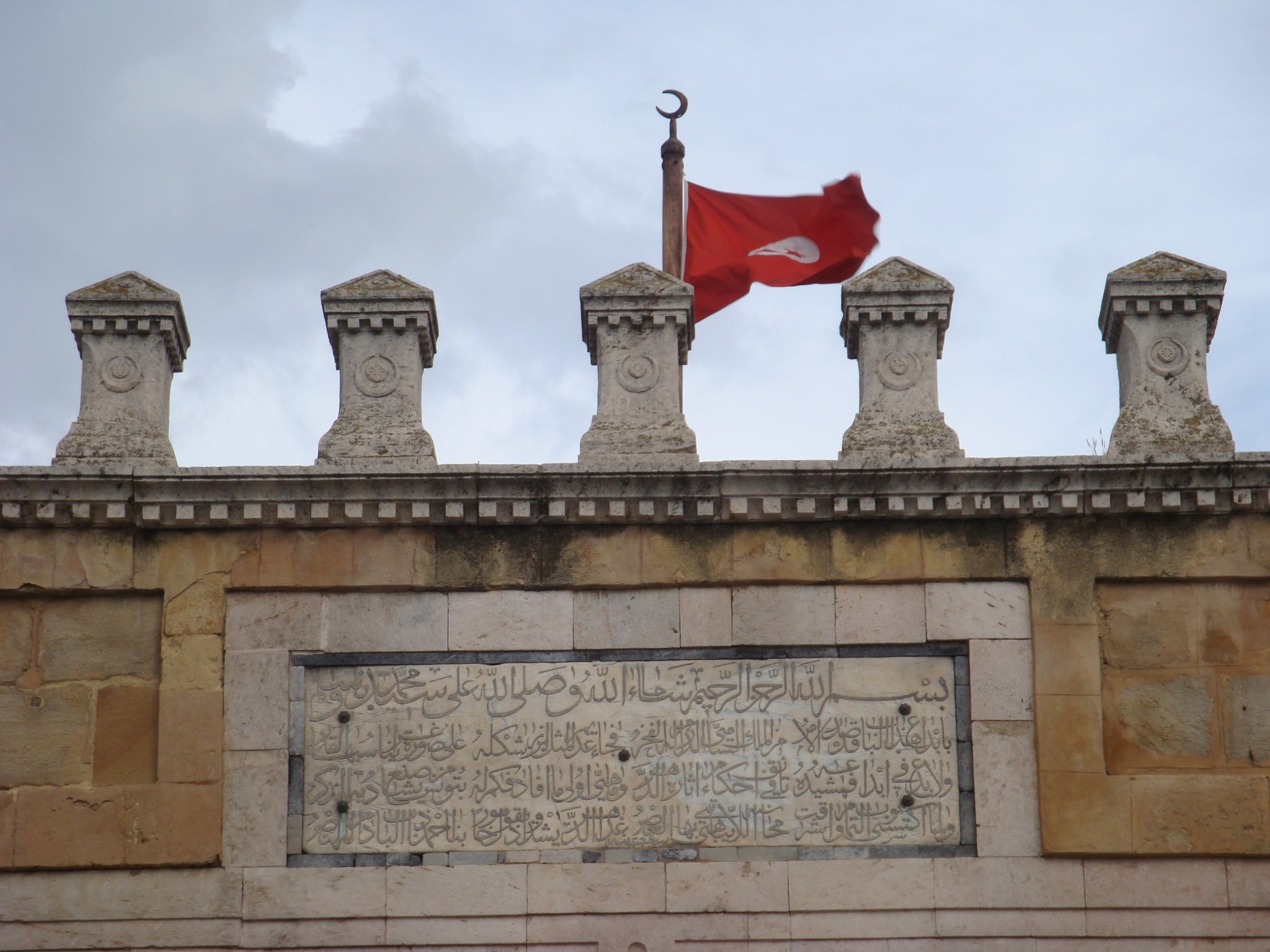
Bab el Bahr - Porte De France
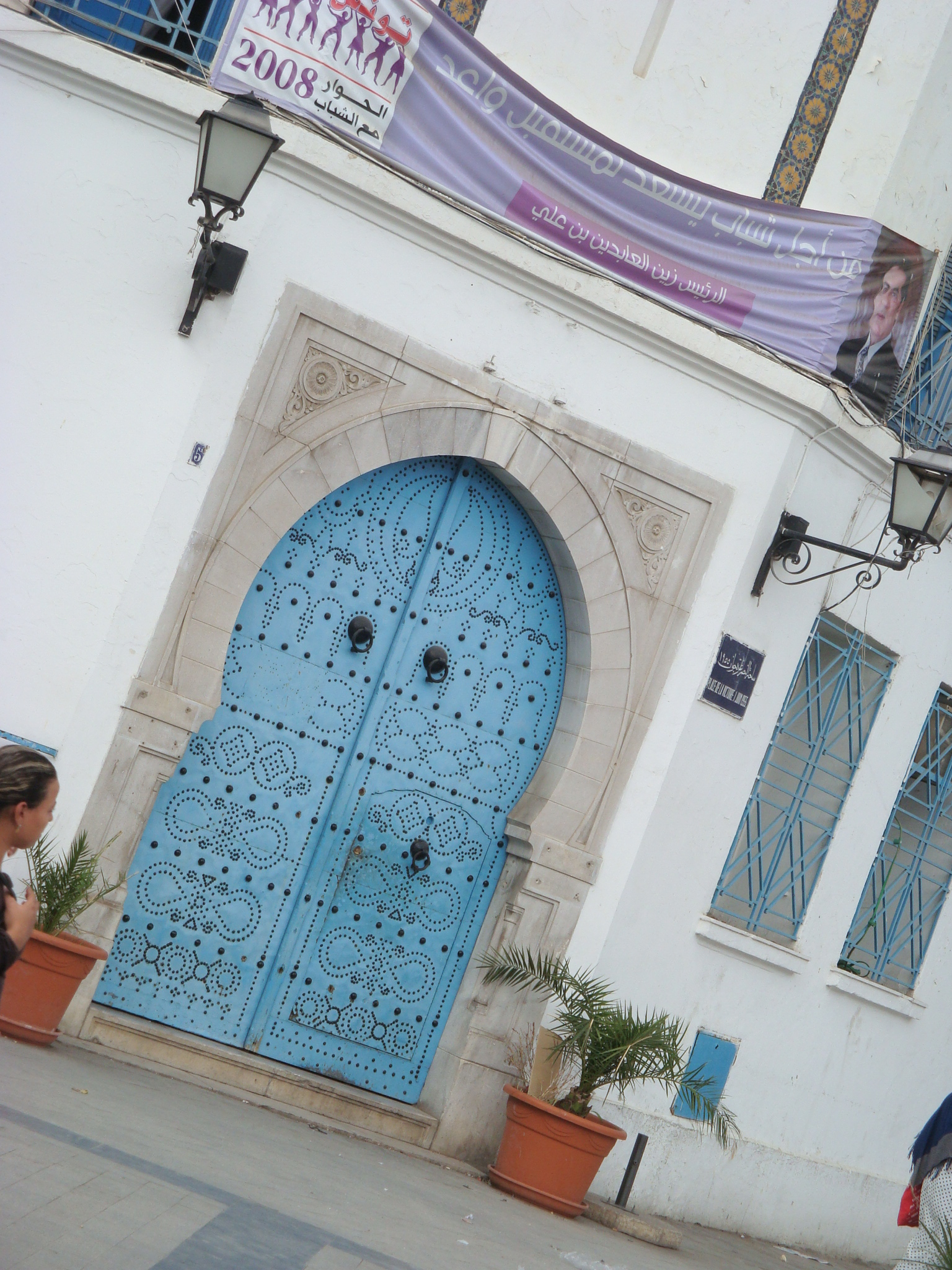
Charakterystyczne drzwi tunezyjskie przed Mediną
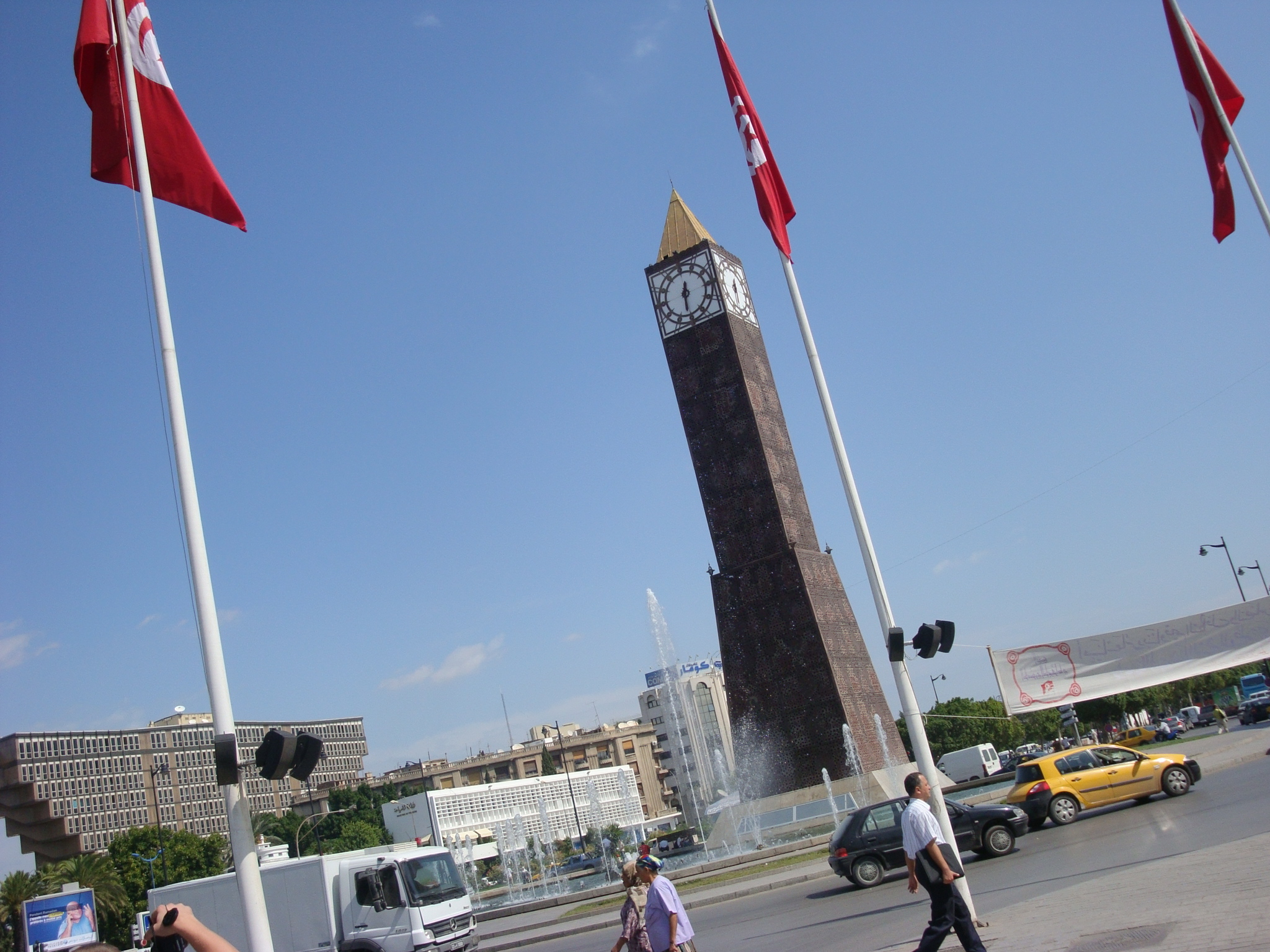
Odpowiedź na Big Bena
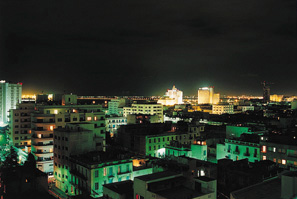
Tunis nocą